# Horsens Statsskole
Horsens Statsskole er et gymnasium beliggende i Horsens. Skolen blev grundlagt i 1532 i et tidligere franciskanerkloster, efter at tiggermunkene var blevet fordrevet fra bygningen på kongens foranledning. I 1587 blev undervisningen flyttet til et bindingsværkshus i Borgergade, nær Slotsgade. Denne bygning blev genopført på samme grund i perioden 1744–1746. I 1857 opførtes en ny skolebygning på hjørnet af Havne Allé og Amaliegade. Da skolen i 1940 flyttede til sin nuværende adresse, blev den tidligere bygning overtaget af Byggeteknisk Højskole. Mellem 1968 og 1972 gennemgik skolen yderligere udvidelser.
Inden skolen i 1903 opnåede status som statsskole, var den kendt under navnene Horsens Lærde Skole og Horsens Latinskole. Latin var i skolens tidlige historie det primære fag og frem til 1775 også det anvendte undervisningssprog. Andre centrale fag omfattede oldgræsk og hebræisk, som spillede en væsentlig rolle i teologistudierne, da Bibelen oprindeligt er skrevet på disse sprog.
Med industrialiseringen i Danmark opstod der behov for at inkludere nye fagområder såsom realfag, tekniske fag og moderne sprog. I 1864 dimitterede Horsens Lærde Skole for første gang elever med realeksamen. I 1871 blev der indført linjedeling: den sproglig-historiske linje bevarede fokus på græsk og latin, mens hebraisk blev udfaset. Samtidig blev der oprettet en matematisk-naturvidenskabelig linje. For at fremme en bredere almendannelse blev faget oldtidskundskab indført – et fag, der fortsat undervises i på gymnasiet. De yngste klassetrin blev overført til Horsens Lærde Skoles Forberedelsesskole, som i 1927 blev til Hulvejens Skole.
Gymnasiereformen af 1903 introducerede den nysproglig studentereksamen med fokus på engelsk, tysk og fransk, mens den tidligere sproglig-historiske eksamen blev omdannet til klassisksproglig studentereksamen (også kaldet "gammelsproglig"). Denne linje blev senere nedlagt i Horsens såvel som mange andre steder i landet. Samtidig blev den matematiske linje styrket, og skolen fik status som statsskole. I 1980'erne blev alle statsskoler overført til amtsligt ejerskab, og efter amternes nedlæggelse i 2007 blev skolerne omdannet til selvejende institutioner. Trods denne strukturændring har Horsens Statsskole bevaret sit oprindelige navn, i modsætning til mange andre tidligere statsskoler.
I 1881 udtrykte skolens rektor, Conrad Iversen, i et brev til Kultusministeriet sin store bekymring ved tanken om at optage piger i gymnasiet. Han mente, at det ville være upassende at undervise drenge og piger sammen. Det ser dog ud til, at piger først blev optaget efter gymnasiereformen i 1903.
Horsens Statsskole råder desuden over en samling på 43 malerier, herunder værker af Jens Juel.

## Fusion med Horsens Gymnasium
I 2021 blev Horsens Gymnasium og Horsens Statsskole fusioneret, hvilket samlede cirka 1.350 elever og 115 lærere i én fælles institution. Det nye gymnasium fik navnet Horsens Gymnasium & HF og blev dermed den næststørste uddannelsesinstitution i Horsens. Skolen er beliggende nær det kommende campusområde ved banegården og er åben for elever fra hele Horsens Kommune samt dele af Hedensted Kommune.

## Rektorer
- Gregers Fog
- 1707–1735: Erik Bredal (†1735)
- 1773–1781: Johan Henrik Tauber (1743–1816)
- 1787–1829: Oluf Worm (1757–1830)
- 1829–1833: Niels Vinding Dorph (1783–1858)
- 1846–1849: Halvor Frode Høegh Nissen (1806–1849)[3]
- 1849–1871: Frederik Christian Carl Birch (1812–1889)
- 1871–1881: Otto Daniel Fibiger (1824–1881)
- 1881–1889: Conrad Iversen (1833–1918), senere rektor for Frederiksborg Statsskole
- –1902: Anton Neergaard
- 1902–1925: Johan Otto Lund
- 1943–1966: Aksel Strehle
- 1966–1979: Torben Refn[4]
- 1979–2007: Lars Bjørneboe (1942–)[5]
- 2007–2012: Mette Mølgaard Pedersen
- 2012–2013: Liv Tind Hauch, konstitueret rektor[6]
- Fra 2013: Flemming Steen Jensen[7]

## Kendte lærere
- Politikeren (MF) Ole Samuelsen underviste i historie og engelsk i perioden 1959–1991.[8]

## Kendte studenter
- 1620 Hans Svane (1606–1668), titulær ærkebiskop over Sjælland (1655–1668)
- 1749 Ove Høegh-Guldberg (1731–1808), statsmand
- 1801 Frederik Schaldemose (1783–1853), forfatter
- 1876 Mette Bock (f. 1957), politiker og tidligere kulturminister
- 2004 Thomas Buttenschøn (f. 1985), musiker
- 2016 Kristoffer Rahbek (f. 1995), musiker